# Lijst van plaatsen in Cambridgeshire
Dit is een lijst van plaatsen (towns, villages, cities) in het graafschap Cambridgeshire, Engeland.

## A
Abington Pigotts
Aldreth
Arrington
Ashley
Abbots Ripton
Abbotsley
Alconbury
Alconbury Weston
Alwalton

## B
Babraham
Balsham
Bar Hill
Barnwell
Barrington
Bartlow
Barton
Barway
Bassingbourn
Benwick
Blackhorse Drove
Bottisham
Bourn
Boxworth
Brinkley
Burrough Green
Burwell
Barham
Bluntisham
Brampton
Brington
Broughton
Buckden
Buckworth
Bury
Bythorn

## C
Caldecote
Caldecote (Huntingdonshire)
Cambourne
Cambridge
Camps End
Cardinals Green
Carlton
Castle Camps
Catworth
Caxton
Chatteris
Cherry Hinton
Chesterton (Cambridgeshire)
Chesterton (Huntingdonshire)
Chettisham
Cheveley
Childerley
Chippenham
Chittering
Christchurch
Coates
Coldham
Collett's Bridge
Colne
Conington (Huntingdonshire)
Conington (South Cambridgeshire)
Coppingford
Comberton
Commercial End
Coton
Cottenham
Coveney
Covington
Croxton
Croydon

## D
Ditton Green
Doddington
Downham
Dry Drayton
Dullingham
Duxford
Denton
Diddington

## E
East Hatley
Eastrea
Eaton Ford
Eaton Socon
Elm
Elsworth
Eltisley
Ely
Euximoor
Earith
Easton
Ellington
Elton
Eynesbury
Eynesbury Hardwicke

## F
Fen Ditton
Fen Drayton
Fitton End
Fordham
Foul Anchor
Four Gotes
Fowlmere
Foxton
Friday Bridge
Fulbourn
Farcet
Fenstanton
Fenton
Folksworth

## G
Gamlingay
Girton
Gorefield
Grantchester
Graveley
Great Abington
Great Chishill
Great Eversden
Great Shelford
Great Wilbraham
Guilden Morden
Guyhirn
Glatton
Godmanchester
Grafham
Great Gidding
Great Gransden
Great Paxton
Great Staughton

## H
Haddenham
Hardwick
Harlton
Harston
Haslingfield
Hatley St. George
Hatley
Hauxton
Heydon
Highfields
Hildersham
Hinxton
Histon
Horningsea
Horseheath
Haddon
Hail Weston
Hamerton
Hemingford Abbots
Hemingford Grey
Hilton
Holme
Holywell
Houghton
Huntingdon

## I
Ickleton
Impington
Isleham

## K
Kennett
Kingston
Kirtling
Knapwell
Kneesworth
Keyston
Kimbolton
Kings Ripton

## L
Landbeach
Leverington
Linton
Litlington
Little Abington
Little Chishill
Little Ditton
Little Downham
Little Eversden
Little Gransden
Little Ouse
Little Shelford
Little Thetford
Little Wilbraham
Littleport
Lode
Lolworth
Long Meadow
Longstanton
Longstowe
Leighton Bromswold
Little Gidding
Little Paxton

## M
Madingley
Manea
March
Melbourn
Meldreth
Mepal
Milton
Murrow
Midloe
Molesworth
Morborne

## N
Newton
Needingworth

## O
Oakington
Orwell
Over
Offord Cluny
Offord D'Arcy
Oldhurst
Old Weston

## P
Pampisford
Papworth Everard
Papworth St. Agnes
Parson Drove
Peterborough
Pondersbridge
Prickwillow
Pymore
Perry
Pidley

## Q
Queen Adelaide

## R
Rampton
Ramsey Mereside
Reach
Ring's End
Ramsey
Ramsey Forty Foot
Ramsey Heights
Ramsey St. Mary's
The Raveleys

## S
Sawston
Saxon Street
Shepreth
Shingay
Shudy Camps
Snailwell
Soham
Stapleford
Steeple Morden
Stetchworth
Stonea
Stow-cum-Quy
Streetley End
Stretham
Stuntney
Sutton
Sutton Gault
Sutton-in-the-Isle
Swaffham Bulbeck
Swaffham Prior
Swavesey
St. Ives
St. Neots
Sawtry
Sibson
Somersham
Southoe
Spaldwick
Steeple Gidding
Stibbington
Stilton
Stonely
Stow Longa
The Stukeleys

## T
Tadlow
Teversham
Tholomas Drove
Thorney
Thorney Toll
Thriplow
Tips End
Toft
Turves
Tydd Gote
Tydd St. Giles
Tetworth
Tilbrook
Toseland

## U
Upend
Upware
Upton
Upwood

## W
Wardy Hill
Waterbeach
Welches Dam
Wendy
Wentworth
West Wickham
West Wratting
Westley Waterless
Weston Colville
Weston Green
Westry
Westwick
Whaddon
Whittlesey
Whittlesford Bridge
Whittlesford
Wicken
Wilburton
Willingham
Wimblington
Wimpole
Wisbech
Wisbech St. Mary
Witcham
Witchford
Woodditton
Warboys
Waresley
Washingley
Water Newton
Winwick
Wistow
Woodwalton
Woolley
Woodhurst
Wothorpe
Wyton

## Y
Yaxley
Yelling